# Helen Kevric
Helen Kevric ([ˈhɛlɛn ˈkɛvʁɪt͡ʃ], * 21. März 2008 in Ostfildern) ist eine deutsche Kunstturnerin.

## Karriere
Helen Kevric ist die Tochter des ehemaligen bosnisch-herzegowinischen Fußballnationalspielers Adnan Kevrić, der seit 1998 mit seiner deutschen Frau im baden-württembergischen Ostfildern lebt. Im Alter von vier Jahren begann Helen an der Sportschule Ruit beim SV Ostfildern mit dem Kunstturnen. Inzwischen turnt sie für den MTV Stuttgart.
Internationale Beachtung erhielt sie 2022, als sie im Alter von 14 Jahren bei den Jugendeuropameisterschaften in München teilnahm und Gold im Mehrkampf sowie Silber am Stufenbarren und Bronze mit dem Team gewann. Im Jahr 2023 gewann sie bei den Jugendweltmeisterschaften die Silbermedaille am Stufenbarren und gewann 4 Gold- und 3 Silbermedaillen beim Europäischen Olympischen Sommer-Jugendfestival 2023 in Maribor.
Seit 2024 tritt Kevric bei den Seniorinnen an. Sie belegte bei den Turn-Europameisterschaften in Rimini den vierten Platz am Stufenbarren und den sechsten Platz im Team. Bei den deutschen Meisterschaften gewann die 16-Jährige die Goldmedaille im Mehrkampf und am Boden sowie die Silbermedaille am Stufenbarren und am Schwebebalken.
Am 23. Juni 2024 gewann Kevric die Qualifikation für den deutschen Quotenplatz bei den Olympischen Sommerspielen 2024 in Paris. Dort wurde sie im Mehrkampf Achte und am Stufenbarren Sechste. Im Bodenturnen belegte sie den 27. Platz und im Schwebebalken den 61. Platz.